# بلز پاسکال
بلِز پاسکال (فرانسوی: Blaise Pascal‎؛ ۱۹ ژوئن ۱۶۲۳ – ۱۹ اوت ۱۶۶۲) ریاضی‌دان، فیزیک‌دان و فیلسوف فرانسوی بود.

## کودکی
پاسکال در سه‌سالگی مادرش را از دست داد و تحت آموزش پدرش قرار گرفت. کارهای اولیهٔ پاسکال در علوم طبیعی و کاربردی بود که وی در آنجا نقشی مهم در ساخت ماشین حساب‌های مکانیکی و مطالعه سیالات داشت. وی همچنین با عمومیت دادن کار اِوانجِلیستا توریچِلی نقشی مهم در توضیحِ مفهوم فشار و خلأ نیز ایفا کرد. پاسکال همچنین در دفاع از روش علمی نوشته‌های مهمی دارد.
پاسکال به ایجاد دو زمینهٔ جدید تحقیقاتیِ مهم کمک کرد. وی در ۱۶ سالگی رساله‌ای مهم در باب هندسه تصویری نوشت و در زمینهٔ نظریه احتمالات از ۱۶۵۴ با پیر دو فرما مکاتباتی داشت. پاسکال همچنین نقش چشمگیری در پیدایش اقتصاد مدرن و علوم اجتماعی داشت.

## دوران اولیهٔ زندگی و تحصیلات
پاسکال در منطقهٔ کلِرمون-فِران در ناحیهٔ اوورنی در فرانسه متولد شد. در سه سالگی، مادرش، آنتونیت بگن را از دست داد. پدرش، اتین پاسکال (۱۶۵۱–۱۵۸۸)، قاضی و عضو طبقه نجیب‌زادگان بود و به علوم و ریاضی علاقه داشت. بلز پاسکال برادر ژاکلین پاسکال بود و دو خواهر دیگر داشت که تنها یکی از آن‌ها به نام ژیلبرت دوران کودکی را به سلامت طی کرد.
در سال ۱۶۳۱، اتین به‌همراه فرزندانش به پاریس نقل مکان کرد. اتین، با توجه به نبوغ فوق‌العادهٔ پسرش، تصمیم به آموزش وی گرفت. پاسکال جوان در همان ابتدا استعداد خود را در ریاضیات و علوم طبیعی نشان داد، که شاید مکالمات همیشگی پدرش با عالمان برجستهٔ علوم هندسه در پاریس، ازجمله رابروال، مرسن، دسارگوس، میدورگ، گاسندی و دکارت جزو دلایل تمایل پاسکال بوده‌باشد. در یازده سالگی رساله‌ای کوتاه دربارهٔ اصوات اجسام ارتعاشی نوشت و پدرش در جواب به این موضوع، مطالعهٔ ریاضیات را برای وی تا سن ۱۵سالگی ممنوع کرد تا بلز از مطالعهٔ لاتین و زبان یونانی بازنمانَد. بااین‌حال، یک روز اتین متوجه شد که بلز (که در آن زمان ۱۲ سال داشت) با تکه‌ای زغال بر روی دیوار، اثباتی مستقل در مورد این‌که مجموع زاویه‌های یک مثلث برابر است با دو زاویهٔ قائمه نوشته است. از آن زمان به بعد پاسکال اجازهٔ مطالعهٔ اقلیدس را یافت.
پاسکال علاقه‌ای ویژه به مطالعهٔ کارهای رنه دکارت داشت. به‌دنبال مطالعهٔ عقاید دکارت، پاسکال در ۱۶سالگی رساله‌ای در باب مباحث مخروطی به نام مقاله‌ای دربارهٔ مخروطی‌ها نوشت. بخش اعظم این رساله اکنون از بین رفته است، ولی یک نتیجهٔ مهم آن، که به قانون پاسکال معروف است، به جای مانده است. کارهای پاسکال چنان باارزش بودند که زمانی که دکارت دست‌نوشته‌های وی را دید، نتوانست باور کند که این کارها توسط پدر پاسکال نوشته نشده‌اند.
در سال ۱۶۳۸، مخالفت اتین با سیاست‌های مالیِ کاردینال ریشلیو خانوادهٔ پاسکال را مجبور به فرار از پاریس کرد. تنها زمانی که ژاکلین در بازی بچه‌ها با کاردینال ریشیلیو موفق عمل کرد، اتین بخشیده شد. در سال ۱۶۳۹، خانوادهٔ پاسکال به روآن (فرانسه) نقل مکان کردند و اتین در آنجا مأمور جمع‌آوری مالیات شد.
بلِز پاسکال در ۱۸سالگی، برای کمک به پدرش در انجام محاسباتش، یک ماشین حساب مکانیکی ساخت که قادر به محاسبهٔ جمع و تفریق بود و ماشین حساب پاسکال نام گرفت. ازجمله نمونه‌های اولیهٔ این ماشین‌حساب در موزهٔ زوینگر در درِسدِنِ آلمان قرار دارد. گرچه این ماشین‌حساب‌ها در واقع مقدمهٔ پیدایش مهندسی کامپیوتر بوده‌اند، اما آن‌ها از لحاظ تجاری موفقیت چندانی به‌دست نیاوردند. طی دههٔ بعدی، پاسکال طرح خود را ارتقا داد و بیش از ۵۰ عدد از آن‌ها را ساخت.

## ابداعات در ریاضی

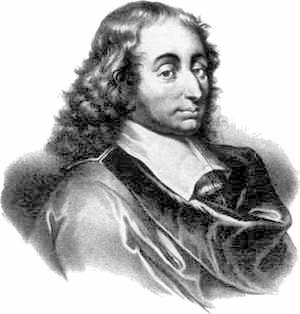
بلز پاسکال

مثلث خیام-پاسکال. هر عدد جمع دو عدد مستقیماً بالای آن است. مثلث علاوه بر نشان دادن، بسیاری از خصوصیات ریاضی را نشان می‌دهد ضریب دوجمله‌ای.

علاوه بر دستاوردهای دوران کودکی‌اش، پاسکال در بقیه زندگی‌اش نیز بر دانش ریاضی تأثیر گذاشت. در سال ۱۶۵۳، پاسکال رساله‌ای به نام «در باب مثلثات حساب» (به فرانسوی: Traité du triangle arithmétique) نوشت که در آن یک صورت جدولی راحت برای ضرایب دوجمله‌ای شرح داد که امروزه مثلث پاسکال نامیده می‌شود. یانگ هو ریاضی‌دان چینی از سلسله کین ۴ قرن پیش از پاسکال به مسئله‌ای مشابه مثلث پاسکال پرداخته بود.
در سال ۱۶۵۴ پاسکال تحت تأثیر یکی از دوستانش شوالیه دو مره که به مسائل قمار و شرط‌بندی علاقه داشت، با فرما در این باب مکاتبه کرد و نتیجه آن مکاتبات تئوری احتمالات در ریاضی بود؛ و مشکل مورد نظر وی این بود که دو بازیکن قمار که بازی را زودتر ترک می‌کنند، با توجه به وضعیت موجود بازی، می‌خواهند با توجه به شانسشان برای بردن بازی، سهام را عادلانه تقسیم کنند. از این مبحث نظر امید ریاضی به وجود آمد. پاسکال بعدها (در «تفکرات») از استدلال‌های احتمالی استفاده می‌کرد، (شروط پاسکال)، تا ایمان و اعتقاد به خدا و زندگی زاهدانه را توجیه کند. کارهای ارزشمند فرمت و پاسکال در احتمالات و ریاضیات مبنایی بسیار مهم برای لایبنیتس در خلق فرمول ریاضیات بسخردی محسوب می‌شود.
پاسکال پس از تجربیات عرفانیش در سال ۱۶۵۴، کارها و مطالعات خود در ریاضیات را رها کرد. با این حال پس از یک شب بی‌خوابی کشیدن در سال ۱۶۵۸، او به صورت ناشناس جایزه‌ای را برای انتگرال‌گیری عددی سیکلوئید اختصاص داد. ژان والیس، هایجین، کریستفر ورن و چندی دیگر راه‌حل‌هایی را ارائه دادند. پاسکال هم تحت نامی مستعار راه‌حل خود را ارائه داد. پس از آن‌که پاسکال خود را برنده اعلام کرد، مباحثات و مناقشات سختی درگرفت.
دستاورد مهم پاسکال در ارتباط با فلسفهٔ ریاضی مربوط به اثر وی به‌نام De l'Esprit géométrique (در باب مفهوم هندسه) بود که در ابتدا به عنوان مقدمه‌ای برای کتاب هندسه برای یکی از مدارس معروف «مدارس کوچک پورت‌رویال» (Les Petites-Ecoles de Port-Royal) نوشته شده بود. این کار برای مدت بیش از یک قرن از مرگ پاسکال انتشار نیافت. در این اثر پاسکال به مسئلهٔ کشف حقایق پرداخت و عنوان کرد که بهترین راه برای این کار این است که تمامی موضوعات را در مورد حقایق از قبل اثبات‌شده پیدا کرد. در عین حال وی عنوان کرد که این کار غیرممکن است چراکه برای اثبات این حقایق به اثبات رسیده به حقایق دیگری نیاز است و بنابراین اولین اصل قابل حصول نیست. بر این اساس، پاسکال عنوان کرد که روش‌های مورد استفاده در علم هندسه با اصول خاص آن و در نظر گرفتن موضوعات مرتبط با آن‌ها در حد امکان مناسب هستند. با این وجود راهی وجود نداشت که در مورد درستی اصول مطمئن شد.
پاسکال همچنین با استفاده از De l'Esprit géométrique یک تئوری در ارتباط با معنا بسط داد. وی دو گونه معنا را از هم متمایز ساخت، اولی معانی قراردادی هستند که توسط نویسنده طرح می‌شوند و دومی معانی‌ای هستند که در داخل زبان هستند و همه آن‌ها را می‌فهمند، و دلیل این است که مرجع به‌طور طبیعی مشخص است. نوع دوم ویژگی فلسفهِ ماهیت‌گرایی است. پاسکال ادعا کرد که تنها تعاریف گونهٔ اول در مورد علوم و ریاضی مهم هستند و عنوان کرد که در این زمینه‌ها باید فلسفهٔ صورت‌گرایی مطروحه توسط دکارت مورد استفاده قرار گیرد.
در کتاب De l'Art de persuader (در باب هنر قانع‌سازی)، پاسکال نگاهی دقیق‌تر به روش بدیهی هندسه داشت و خصوصاً به این مورد پرداخت که چگونه مردم در مورد اصول بدیهی‌که از آن‌ها نتیجه‌گیری می‌کنند قانع می‌شوند. پاسکال با میشل دو مونتنی هم‌عقیده بود که حصول اطمینان در مورد این بدیهیات و نتیجه‌گیری از طریق روش‌های بشری غیرممکن است. وی اظهار داشت که این اصول تنها از طریق شهود قابل درک است و این‌که این حقیقت لزوم تسلیم در برابر خداوند برای رسیدن به حقایق را مورد تأکید قرار می‌دهد.

## ابداعات در علوم فیزیکی
مطالعات پاسکال در مورد سیالات (دینامیک سیالات و استاتیک سیالات) بر اساس اصول سیالات هیدرولیک بود. اختراعات او در این زمینه شامل فشار هیدرولیک (استفاده از فشار هیدرولیک برای افزایش نیرو) و سرنگ بود. در سال ۱۶۴۶، پاسکال از آزمایش‌های اوانجلیستا توریچلی در ارتباط با فشارسنج آگاهی یافت. وی این آزمایش‌ها را دوباره با استفاده از لوله‌ای پر از جیوه تکرار کرد و این لوله را به صورت وارونه درون کاسه‌ای از جیوه قرار داد و پاسکال این سؤال را مطرح کرد که چه نیرویی بخشی از جیوه را درون لوله نگه داشته و چه چیزی فضای بالای جیوه در لوله را پر کرده است. در آن زمان بیشتر عالمان بر این عقیده بودند که غیر از خلأ ماده‌ای نامرئی در آن فضا وجود دارد.
پاسکال به‌دنبال انجام آزمایش‌های دیگری در این زمینه در سال ۱۶۴۷، کتاب Experiences nouvelles touchant le vide (تجربیات جدید از خلأ) را نوشت که در آن قوانین اصلی در مورد میزان تأثیر فشار هوا بر مایعات مختلف عنوان شده بود. پاسکال همچنین دلایل این مسئله را که چرا در بالای ستون مایعات در لوله فشارسنج خلأ وجود دارد را عنوان کرد.
در سال ۱۶۴۸، پاسکال مطالعات خود را در این زمینه ادامه داد و در همین راستا شوهرخواهرش یک فشارسنج را به ارتفاعات بالا برد و این نکته به اثبات رسید که سطح جیوه تغییر می‌کند و پاسکال این آزمایش را با انتقال فشارسنج به بالای برج یک کلیسا در پاریس و سپس به پایین آن تکرار کرد. این آزمایش‌ها که در نهایت منجر به بنیاد نهادن اساس فشارسنج شد با تحسین مردم در سرتاسر اروپا مواجه شد.
در پاسخ به این نقدها که باید چیزی نامرئی در فضای خالی‌ای که پاسکال عنوان کرده وجود داشته باشد، پاسکال در پاسخ به استین نوئل یکی از مهم‌ترین نظریات قرن هفده را در ارتباط با روش علمی ارائه داد: «برای اثبات یک فرضیه این‌که تمامی موارد مطابق آن باشند کافی نیست، اما اگر تنها یک مسئله خلاف آن باشد، همان یک مورد برای نقض فرضیهٔ مورد نظر کافی است» تأکید و پافشاری وی در مورد وجود خلأ باعث اختلاف او با برخی دانشمندان مطرح زمان از جمله دکارت شد.

## بزرگسالی، مذهب، فلسفه و ادبیات

### فیلسوف یا مدافع دین
پاسکال پیش از آن‌که فیلسوف باشد، در درجهٔ اول مدافع مذهب کاتولیک بود. اهتمام او بیشتر بر این بوده که مسائل را به وسیلهٔ وحی و حیات مسیحی حل کند. اگرچه برخی او را در شمار فیلسوفان بزرگ فرانسوی نام برده‌اند اما دیگران از دادن نام فیلسوف بر او امتناع کرده‌اند. آنری برگسون و ویکتور دلبو، پاسکال را در کنار دکارت به عنوان دو فیلسوف عمدهٔ فرانسوی که نمایندهٔ دو خط مختلف فکری هستند، قرار داده‌اند. ژاک شوالیه دقیقاً بدان جهت که او همت خویش را «مصروف به مسائلی داشته است که انسان در رویارویی با مرگ برای خویشتن مطرح می‌سازد» در او شخصیت فیلسوف بزرگی دیده است.
از سوی دیگر از نظر چارلز رنوویه، پاسکال بیش از آن متفکری شخصی است که شایستهٔ عنوان فیلسوف باشد و امیل بریه به صراحت تام اعلام می‌کند که پاسکال فیلسوف نیست؛ بلکه عالم و مدافع آیین کاتولیک است.

### تغییر مذهب

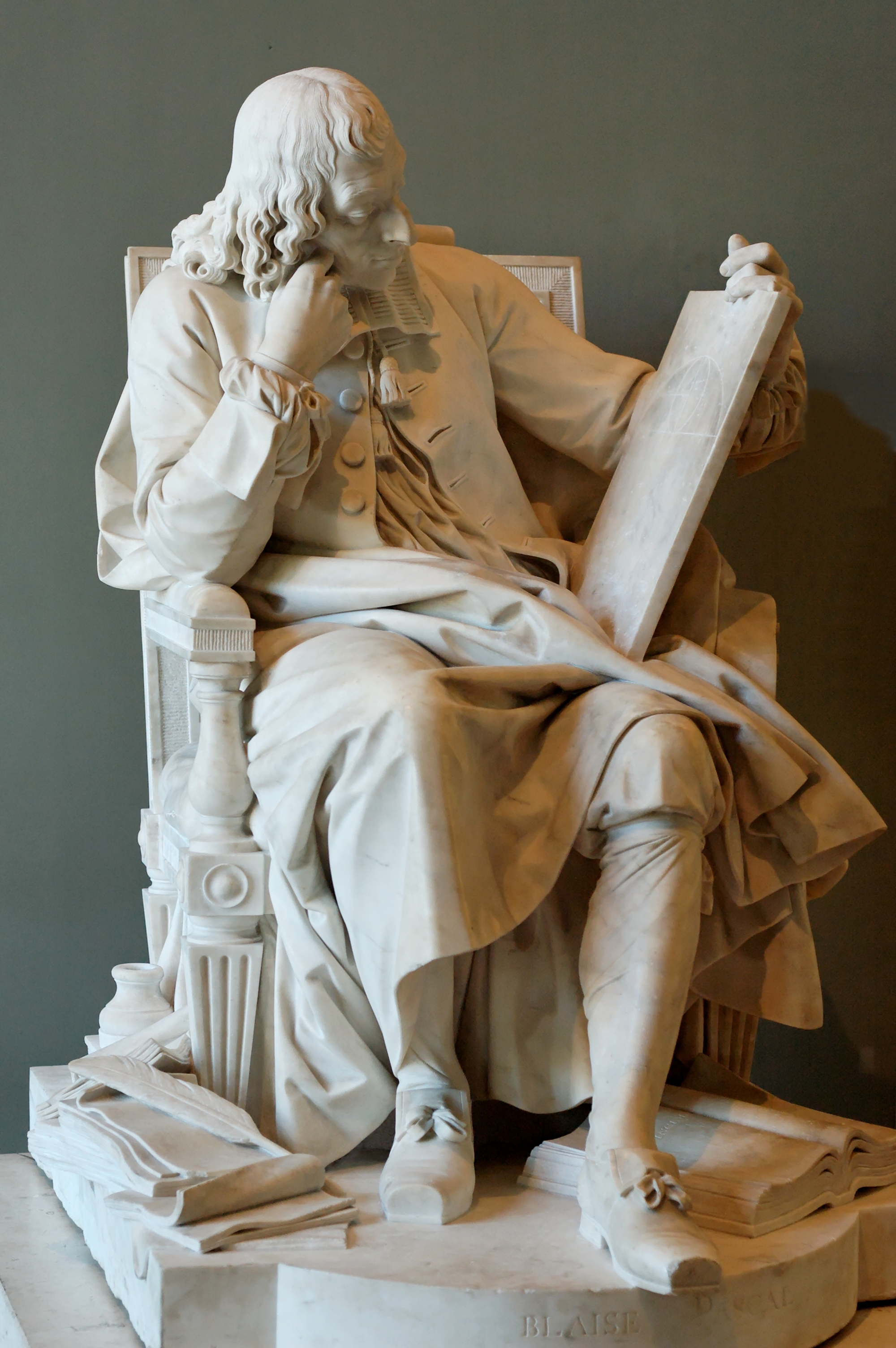
پاسکال در حال مطالعهٔ سیکلوئید سال ۱۷۸۵ توسط آگوستین پاجو، موزهٔ لوور

با توجه به زندگی پاسکال، می‌توان گفت که دو مورد دلیل تغییر مذهب وی بوده‌اند: بیماری و یانسن‌گرایی. از حدود هجده‌سالگی بود که پاسکال به نوعی بیماری عصبی دچار شد که هرروزه وی را آزار می‌داد. در سال ۱۶۴۷، در پی یک حملهٔ عصبی دچار لمسیِ اندام شد، به‌طوری‌که بدون عصا قادر به راه رفتن نبود. وی همیشه دچار سردرد بود و از آن پس همیشه مشکل سوزش روده و معده داشت؛ پاهایش همواره سرد بودند و برای جریان یافتن خون در آن‌ها، نیاز به کمک بیرونی بود. پاسکال برای گرم کردن پاهایش همواره جوراب‌هایش را در شراب خیس می‌کرد. برای استفاده از روش‌های درمانیِ بهتر وی به‌همراه خواهرش ژاکلین به پاریس رفت. سلامتی او بهبود یافت، اما دستگاه عصبی پاسکال همچنان دچار مشکل بود. علاوه بر این، وی دچار خودبیمارانگاری بود که تأثیر بسیاری بر شخصیت و نگرش او داشت. پاسکال بسیار عصبی و تندخو شد و بسیار کم می‌خندید، که این رفتارها از دید بعضی نشانه‌های غرور و سلطه‌جویی بودند.
در سال ۱۶۴۵، لگن پدر پاسکال دچار آسیب‌دیدگی شد و در نتیجه وی تحت مراقبت یک دکتر یانسن‌گرا قرار گرفت. بلز اغلب با دکتر مکالماتی داشت و پس از درمان موفقیت‌آمیز پدرش از طریق وی کتاب‌هایی از نویسندگان یانسن‌گرا به امانت گرفت. در این دوره پاسکال نوعی «دگرگونی اولیه» را تجربه کرد و طی سال پس از آن شروع به نوشتن دربارهٔ موضوعات دینی کرد.
پاسکال در این زمان احساس دوری از عقاید اولیه مذهبی‌اش را داشت و طی چند سال این دوره را که به گفتهٔ وی «دوره زمینی» بود سپری کرد. پدر پاسکال در سال ۱۶۵۱ از دنیا رفت و به‌دنبال آن بلز اموال پدر را به ارث برد و سرپرست خواهرش ژاکلین شد که علی‌رغم میل برادر در همان سال در پورت-رویال راهبه شد. زمانی که وقت سوگند پایانی ژاکلین بود، بلز از دادن پول ارث پدر به وی برای مخارج راهبه شدن (جهیزیه عروس مسیح) خودداری کرد. بدون پول، ژاکلین نمی‌توانست موقعیت چندان مناسبی در دیر راهبه‌ها داشته باشد. به همین خاطر پاسکال نرم شد و تصمیم خود را عوض کرد.
پس از فراغت از امور خواهرش پاسکال دیگر هم آزاد بود و هم ثروتمند. وی یک خانه مجلل پر از خدم و حشم برای خود تهیه کرد و سوار بر کالسکه‌ای با چهار یا پنج اسب به پاریس می‌رفت. پاسکال دوران فراغتش را به معاشرت با بذله‌گویان، زنان و قماربازان (گواه کارهای وی در مورد حساب احتمالات است) سپری می‌کرد. زمانی وی به دنبال بانوی زیبا و فهمیده‌ای در ناحیه اوورن بود که از آن بانو به نام سافوی دشت و صحرا یاد می‌کرد. در این زمان بود که پاسکال کتاب Discours sur les passions de l'amour (مکالمه در باب احساسات عاشقانه) را نوشت و به فکر ازدواج افتاد؛ که بعدها آن را به‌عنوان «پست‌ترین وضعیت زندگی که مسیحیان به آن مجاز شده‌اند» شرح داد.
ژاکلین، بلز را به‌خاطر لهو و لعبش نکوهش کرد و برای تغییر وی دعا کرد. طی ملاقات‌هایش با خواهرش در پورت رویال در سال ۱۶۵۴، وی امور دنیوی را خوار و حقیر عنوان می‌کرد ولی کششی به‌سوی خداوند نداشت.

## درگذشت
در ۲۳ نوامبر ۱۶۵۴ او در تصادفی روی پل نیلی گرفتار شد که در آن اسب‌های کالسکه که کنترل خود را از دست داده بودند از دیوارهٔ پل پایین افتادند و کالسکه را به دنبال خود کشیدند. در این حین میلهٔ اتصال شکسته شد و کالسکه از اسب‌ها جدا و نیمی از آن از پل آویزان شد. پاسکال و دوستانش در این حادثه صدمه‌ای ندیدند، اما پاسکال که مرگ را در جلوی چشمانش دیده بود، از وحشت غش کرد و مدتی بیهوش شد. او که ۱۵ روز بعد حوالی ساعت ۱۰:۳۰ تا ۱۲:۳۰ به هوش آمد، تصویر مذهبی قوی‌ای در ذهنش نقش بسته بود که آن را در یادداشتی کوتاه سریعاً ثبت کرد: «آتش، خدای ابراهیم، خدای اسحاق، خدای یعقوب، و نه خدای فلسفه‌دانان و دانشمندان و…». و یادداشت خود را با نیایش ۱۱۹:۱۶ ختم نمود: «پیغام تو را فراموش نخواهم کرد. آمین.» او این یادداشت را با دقت به کت خود دوخته بود و هرگاه لباس خود را عوض می‌کرد آن را نیز جابه‌جا می‌کرد. خدمتکار او این یادداشت را پس از مرگ پاسکال پیدا کرد. در طول زندگی اغلب به غلط از وی به‌عنوان مردی لاابالی یاد می‌شد و بعدها تنها به‌دلیل این‌که بستر مرگ برای خود ساخته بود، طرد شد.
پاسکال که عقاید و باورهای مذهبی‌اش جان تازه‌ای گرفته بود در ژانویهٔ ۱۶۵۵ سفری ۲ هفته‌ای به صومعه‌ای قدیمی در پورت رویال کرد. در این زمان یعنی بعد از تحولات مذهبی بود که او اولین اثر ادبی خود در مورد مذهب را با نام نامه‌های ایالتی نوشت.

## نامه‌های ایالتی
پاسکال که نوشتن این مجموعه را در سال ۱۶۵۶ آغاز کرد، با این اثر ضربه‌ای به‌یادماندنی به کازویستری، آیین مذهبی مذهب مشهوری که متفکران کاتولیسم در اوایل دورهٔ مدرن (مخصوصا یسوعیان) از آن پیروی می‌کردند، وارد کرد. پاسکال مغلطه‌گری را استفاده از استدلال پیچیده برای توجیه بی‌بندوباری اخلاقی عنوان کرد. روش استدلال وی بسیار زیرکانه بود: «نامه‌های ایالتی» به گونه‌ای نگاشته شده است که چنین به‌نظر می‌رسد که شخصی پاریسی به دوستان ایالتی خود در موارد اخلاقی و الهیات، نامه‌هایی را نوشته که پس از مدتی باعث ایجاد محافل مذهبی و اندیشمندانه در پایتخت می‌شود. پاسکال با تلفیق عقاید یک کشیش باهوش و تجربیات افراد عادی سطحی جدید از نگارش را در نثر فرانسه ایجاد کرد. این مجموعهٔ ۱۸ نامه‌ای طی سال‌های ۱۶۵۶ و ۱۶۵۷ با تخلص لوئیس دی مونتالت چاپ شد که باعث خشم لوئی چهاردهم گردید. پادشاه در سال ۱۶۶۰ دستور داد تا تمام نسخه‌های این مجموعه را بسوزانند. در سال ۱۶۶۱ مدرسهٔ یانسن‌گراها در پورت رویال محکوم و بسته شد. کسانی‌که در آن مدرسه کار می‌کردند در سال ۱۶۶۵ سندی با عنوان فتوای پاپ را امضا کردند که تعالیم یانسن را محکوم کرد و آن را بدعت خواند. آخرین نامهٔ پاسکال در سال ۱۶۵۷ نشان‌دهندهٔ تمرد آشکارا از پاپ بود و باعث شد الکساندر هفتم نامه‌ها را محکوم کند. اما این کار مانع خواندن این نامه‌ها توسط تحصیل‌کردگان فرانسه نشد. حتی به‌نظر می‌رسید که الکساندر هفتم هم با این‌که نامه‌ها را محکوم کرده، اما به صورت پنهانی استدلالات پاسکال را پذیرفته است. چند سال بعد (۶۶–۱۶۶۵) او بی‌بندوباری در کلیسا را محکوم کرد و دستور داد متون غلط بازنویسی شوند.
مجموعه «نامه‌های ایالتی» در کنار تأثیر مذهبی‌ای که داشت، اثر ادبی مشهوری هم بود. استفاده از شوخی، مضحکه و هجو تند و گزنده در متن، مجموعه را برای خوانندگان، کاملاً قابل هضم کرده بود و بر روی شیوهٔ نگارش نویسندگان فرانسوی از جمله ولتر و ژان-ژاک روسو تأثیر گذاشت. چند نامهٔ اول به معرفی اصول و عقاید مکتب یانسن‌گرایی مانند دگم‌های «قدرت بی‌واسطه» (نامهٔ اول) و «لطف و مرحمت به اندازه» (در نامهٔ دوم) اختصاص دارد و نشان می‌دهد چرا این عقاید بدعت‌گذارانه نیستند. پاسکال در نامه‌های بعدی به طرفداری و دفاع از یانسن‌گراهای پورت رویال می‌پردازد —در این زمان فشارها بر یانسن‌گراهای پورت رویال برای دست کشیدن از آموزش‌ها و عقاید خود افزایش یافته بود— و همچنین این نامه‌ها حاوی انتفاد از مغلطه‌کاری و سفسطه بود. نامهٔ شانزدهم شامل یک عذرخواهی منحصربه‌فرد و غیرعادی است، «اگر زمان می‌داشتم، نامه‌ای کوتاه‌تر می‌نوشتم»
«نامه‌های ایالتی» با اقبال عمومی بسیاری روبه‌رو شد تا آن‌جا که ولتر این مجموعه نامه‌ها را بهترین کتاب نوشته شده در فرانسه خواند. «و زمانی‌که از بوسوت پرسیدند که اگر کتاب‌های خود را ننوشته بود دوست داشت کدام کتاب را نوشته باشد، در پاسخ گفت: نامه‌های ایالتی پاسکال»

## تفکرات
پاسکال نتوانست پیش از مرگش مهم‌ترین کار مذهبی‌اش به‌نام Pensées («تفکرات») را به اتمام برساند. قرار بود که این اثر بررسی بی‌نقص و جامعی در دفاع از مسیحیت باشد که عنوان اولیهٔ آن "Apologie de la religion Chrétienne" به معنای دفاع از مذهب مسیحیت بود. پس از مرگ وی صفحاتی دست‌نوشته در وسایل او یافت شد که بر روی آن‌ها افکار مختلفی به‌صورت درهم اما گویا نوشته شده بودند. اولین نسخه از این نوشته‌های مجزا در سال ۱۶۷۰ با نام Pensées de M. Pascal sur la réligion, et sur quelques autres sujets (تفکرات پاسکال در ارتباط با مذهب و سایر موضوعات) به‌صورت کتاب چاپ شد و بلافاصله به اثری ارزشمند تبدیل شد. نگرانی و هراس دوستان پاسکال و اندیشمندان از این‌که این تفکرات گسسته به جای زهد و دینداری منجر به ایجاد شبه در دین شود باعث شد تا آن‌ها قسمت‌های مورد شک را مخفی کرده و سایر قسمت‌ها را تغییر دهند، به نحوی که موجب ناخشنودی شاه یا کلیسا نشوند. در آن زمان دیگر آزارها و اذیت‌های قبلی متوجه پورت رویال نبود و ویراستاران تمایل نداشتند که دوباره این آزارها و مشکلات از سر گرفته شوند. تا قبل از قرن نوزدهم، تفکرات به‌صورت کامل و اصل منتشر نشد.
«تفکرات» پاسکال شاهکار و نقطهٔ عطفی در نثر فرانسه محسوب می‌شود. سنت-بوو در ارتباط با یکی از قسمت‌های این کتاب اظهار داشت که این صفحات بهترین در زبان فرانسه هستند. ویل دورانت، در اثر یازده جلدی‌اش، تاریخ تمدن آن را به عنوان بهترین کتاب نثر فرانسه مورد ستایش قرار داد. پاسکال در تفکرات، چندین تناقض فلسفی را بررسی کرد: بی‌کرانی و هیچ، ایمان و خرد، درون و ماده، مرگ و زندگی، معنا و پوچی و… و چنین به نظر می‌رسد که غیر از جهل، خضوع و گذشت به نتایج دیگری دست نیافت؛ و با ادغام آن‌ها وی شرط‌بندی پاسکال (Le pari de Pascal) را ایجاد کرد.

## کارهای پایانی

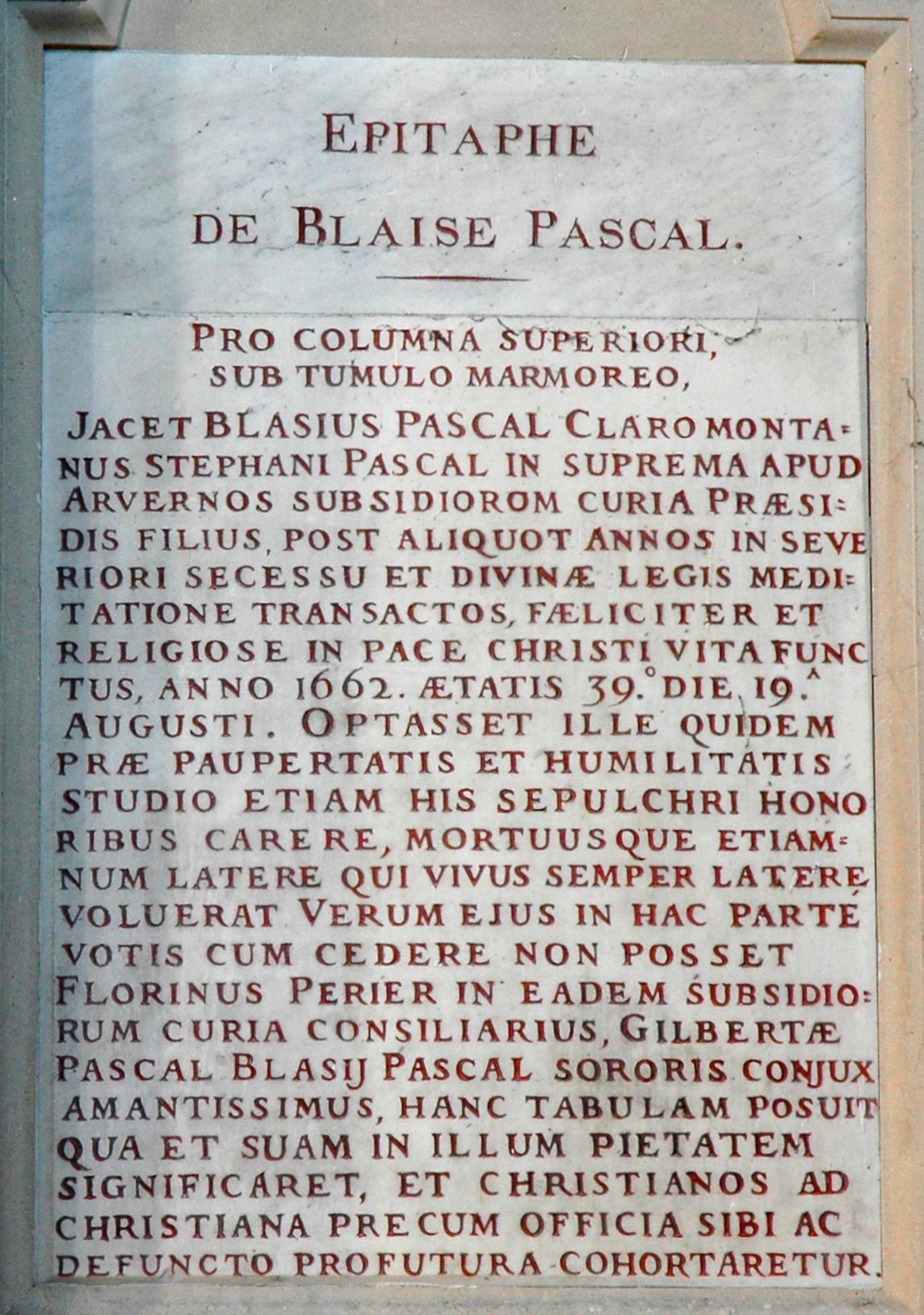
Pascal's epitaph in Saint-Étienne-du-Mont, where he was buried.

پاسکال، به‌دنبال تجربهٔ یک وضعیت عرفانی در سال ۱۶۵۴، کارهای علمی خود را رها کرد و باقیِ عمر خود را وقفِ فلسفه و الهیات کرد. دو اثر مشهور وی، Lettres provinciales و Pensées حاصلِ این دوران هستند. پاسکال سال‌ها از بیماری رنج می‌برد و مرگ زودهنگام وی ۲ ماه پس از سی و نهمین سالروز تولدش به علایق و خواسته‌های او پایان داد.
تی. اس. الیوت پاسکال را در دوران زندگی‌اش «مردی زمینی در میان زاهدان و زاهدی در میان انسان‌های زمینی» توصیف کرد. زندگی زاهدانهٔ پاسکال نتیجهٔ عقیده‌ای بود که طبیعتاً برای رنجش یک فرد کافی بود. در سال ۱۶۵۹، پاسکال که هیچ‌گاه از نعمت سلامتی برخوردار نبود، به‌شدت احساس بیماری کرد. طی سال‌های پایانیِ زندگی‌اش، پاسکال از درمان پزشکانش سر باز می‌زد و عنوان می‌کرد: بیماری، وضعیتی طبیعی برای مسیحیان است.
در سال ۱۶۶۱ لوئی چهاردهم نهضت یانسن‌گرایی را در پورت رویال سرکوب کرد، در پاسخ، پاسکال یکی از کارهای نهایی‌اش را به‌نام "Écrit sur la signature du formulaire" (کتابی در باب نشان صورت)، که در آن یانسن‌گرا را از تسلیم شدن برحذر داشت نوشت. در همان سال خواهرش ژاکلین فوت کرد که باعث شد پاسکال بحث در باب یانسن‌گرایی را خاتمه دهد. شاید بزرگ‌ترین دستاورد پاسکال در ارتباط با نبوغ مکانیکی وی، ایجاد اولین خط اتوبوس برای حمل مسافران در داخل پاریس در کالسکه‌هایی با چندین صندلی بود.
در سال ۱۶۶۲ بیماری پاسکال وخیم شد. پاسکال با آگاهی از این‌که سلامتی‌اش رو به وخامت است، خواستار بستری شدن در بیمارستان شد، اما پزشک وی اعلام داشت که وضعیت او چنان ناپایدار است که نمی‌شود او را به بیمارستان منتقل کرد. در تاریخ ۱۸ اوت سال ۱۶۶۲ در پاریس، پاسکال دچار تشنج شد و مراسم نیایش برای وی به اجرا درآمد. صبح روز بعد وی جان باخت، درحالی‌که این کلمات را بر زبان داشت «خدایا هرگز تنهایم نگذار». جسدش را در کلیسای «سنت‌اتیِن دو مون پاریس» (Église Saint-Étienne-du-Mont de Paris) در منطقهٔ پنجم نزدیک پانتئون دفن کردند.
در کالبدشکافی انجام شده پس از مرگ معلوم شد که معدهٔ پاسکال و همچنین شکمش وضعیت بسیار بدی داشته و مغز او نیز دچار آسیب بوده است. با وجود انجام کالبدشکافی، علت اصلی بیماری مداوم وی معلوم نشد، با این حال نظریاتی در مورد ابتلا به سل و سرطان معده یا هردو هم‌زمان در این مورد وجود داشت. همچنین آسیب مغزی پاسکال را دلیل سردردهای وی دانستند.

## میراث
مهم‌ترین ابداع پاسکال در علم ریاضی نظریهٔ احتمالات بود. این نظریه که در ابتدا در مورد قمار کاربرد داشت، امروزه در علم اقتصاد و خصوصاً در علوم آماری بسیار مهم است. جان راس در این باره نوشت، «تئوری احتمال و اکتشافات وابسته به آن دید ما به مسائلی مانند عدم قطعیت، ریسک، تصمیم‌گیری و توانایی شخص و جامعه برای تأثیر بر حوادث آتی را تغییر داد.» با این وجود باید اذعان داشت که اگرچه پاسکال و فرمات کارهای اولیهٔ مهمی در ارتباط با احتمال انجام دادند، اما در این مورد چندان فرا نرفتند. کریستیان هویگنس با آگاهی از مکاتبات پاسکال و فرمات در این زمینه، اولین کتاب خود را در این باب نوشت. افراد بعدی که در توسعهٔ این نظریه نقش داشتند ابراهام دو مواور و پیر سیمون لاپلاس بودند.
در ادبیات نیز پاسکال از جمله مهم‌ترین نویسندگان دورهٔ کلاسیک فرانسه محسوب می‌شود و آثار وی امروزه به عنوان شاهکار نثر فرانسه در نظر گرفته می‌شوند. استفادهٔ وی از هجو و طنزنگاری بر مجادله‌گرهای بعدی تأثیر گذاشت. مضامین کارهای ادبی پاسکال بیش از همه برای مخالفتش با خردگرایی رنه دکارت و تأکید هم‌زمان بر این مطلب که فلسفهٔ تجربه‌گرایی برای تعیین حقایق مهم ناکافی است در یادها است.
پاسکال می‌گفت در کنار من گردابی وجود دارد که شما این گرداب را نمی‌بینید و من هر چه می‌خواهم از آن‌جا به‌دست می‌آورم و به این ترتیب مسائل بزرگ را حل می‌کنم.

## بزرگداشت
به افتخار ابداعات علمی وی، نام «پاسکال» به واحد فشارSI، به زبان‌برنامه‌نویسی و قانون پاسکال و همچنین همان‌طور که در بالا عنوان شد به مثلث پاسکال و شروط پاسکال داده شد.
در کانادا یک مسابقهٔ سالانه ریاضی به‌نام وی، پاسکال نام گرفته است. تمامی دانش‌آموزان کانادایی ۱۴ سال و کمتر که در کلاس نهم یا پایین‌تر هستند می‌توانند در این مسابقه شرکت کنند.
تبادل افکار در مورد پاسکال در فیلمی به نام شب من نزد مود توسط کارگردان فرانسوی اریک رومر به تصویر کشیده شده است.

## کارها
- Essai pour les coniques (۱۶۳۹)
- Experiences nouvelles touchant le vide (۱۶۴۷)
- Traité du triangle arithmétique (۱۶۵۳)
- Lettres provinciales (۱۶۵۶–۵۷)
- De l'Esprit géométrique (1657 or ۱۶۵۸)
- Écrit sur la signature du formulaire (۱۶۶۱)
- Pensées (ناتمام در زمان فوتش)